# HD 186500
HD 186500，又名CD-3215443，SAO 211541、HR 7507，是一颗恒星，视星等为5.52，位于銀經8.25，銀緯-24.79，其B1900.0坐标为赤經19h 39m 38.4s，赤緯-32° -24.79′ 59″。